# Echinopsis cinnabarina
Echinopsis cinnabarina là một loài thực vật có hoa trong họ Cactaceae. Loài này được (Hook.) Labour. mô tả khoa học đầu tiên năm 1853.

## Hình ảnh

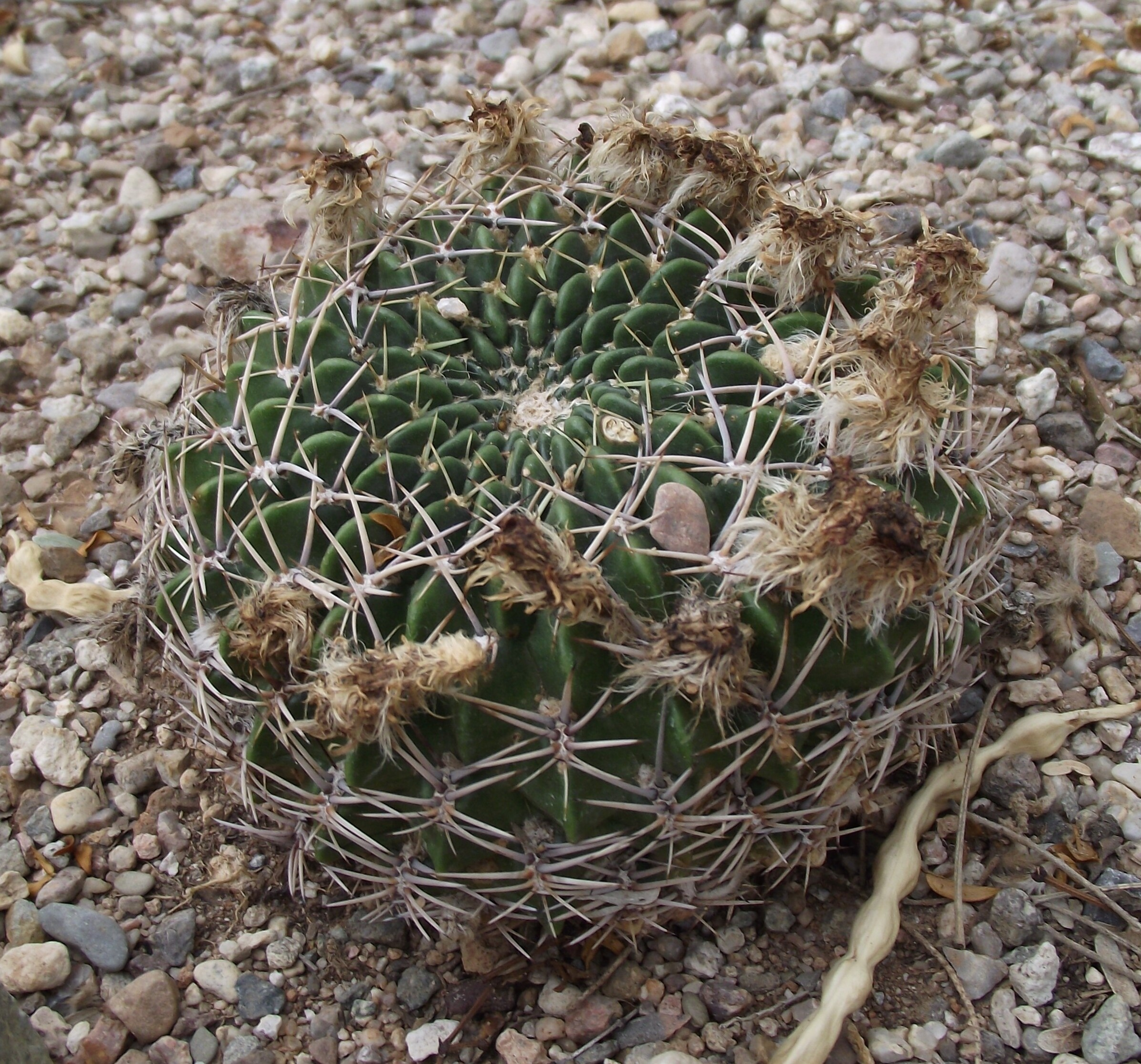
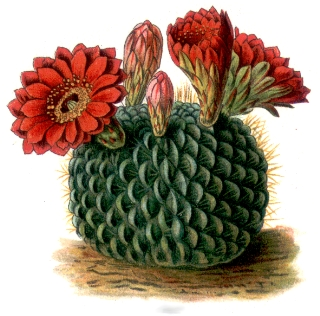
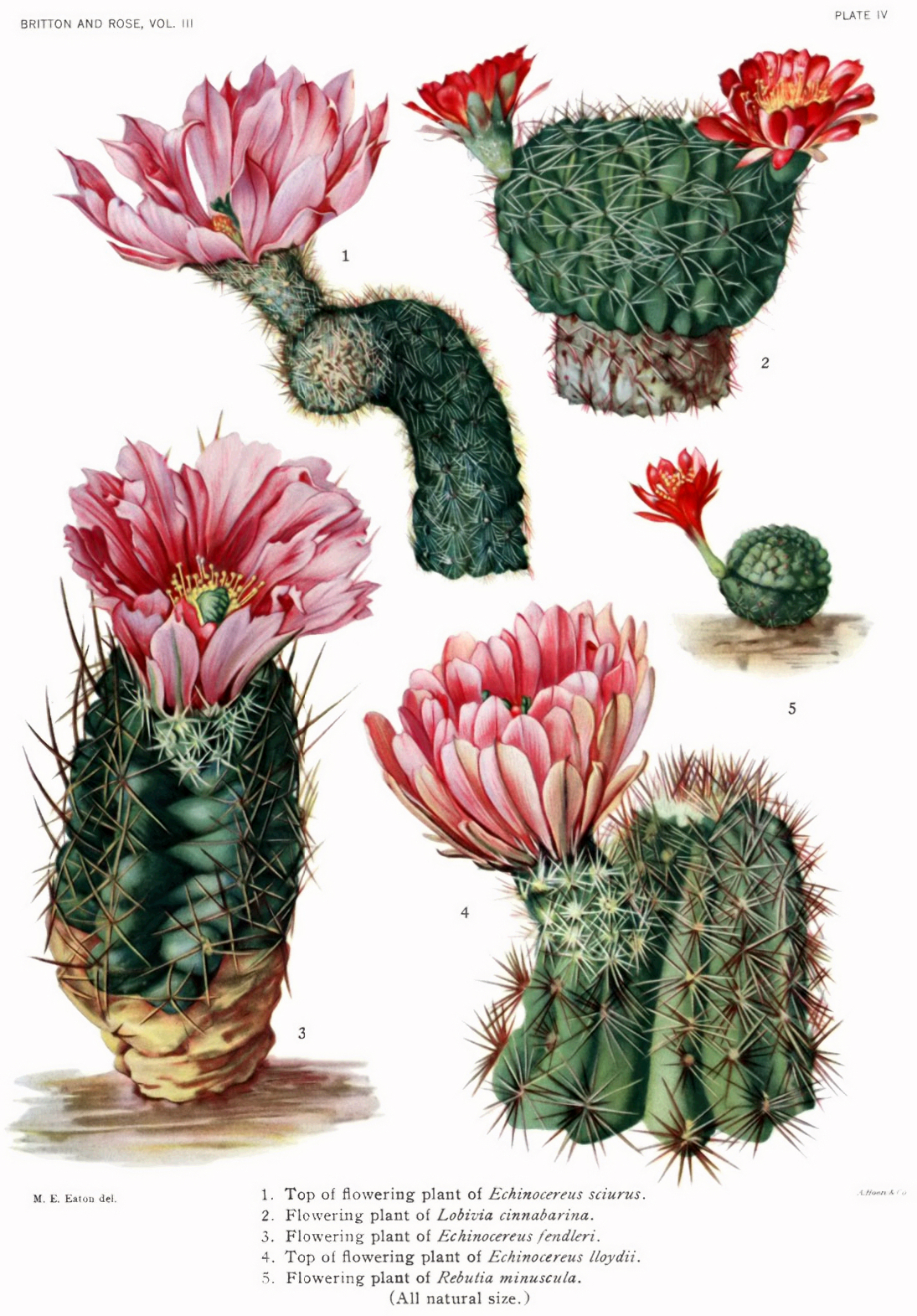